# Herbert Vere Evatt
Pour les articles homonymes, voir Evatt.
Herbert Vere Evatt (30 avril 1894 - 2 novembre 1965), est un juriste, homme politique et écrivain australien. Il est président de l'Assemblée générale des Nations unies en 1948-49 et participe à la déclaration universelle des droits de l'homme de 1948.

## Biographie

### Premières années
Evatt est né à Maitland en Nouvelle-Galles du Sud dans une famille d'ouvriers d'origine anglaise et irlandaise. Après ses études secondaires, il entre à l'université de Sydney où il obtient en 1919 ses diplômes de philosophie et de droit. En raison de sa mauvaise vision, il ne peut pas faire la Première Guerre mondiale, guerre où il perd son frère et il devient un avocat du monde du travail célèbre, travaillant surtout pour des syndicats.
En 1925, Evatt est élu député travailliste pour l'assemblée de Nouvelle-Galles du Sud dans la circonscription de Balmain. Il reste à ce poste jusqu'en 1930.
En 1930, le gouvernement travailliste de James Scullin le nomme, à 36 ans, juge à la Haute Cour d'Australie. Là, il est souvent amené à affronter Robert Menzies alors ministre de la justice libéral et de là commence une longue animosité réciproque.

### Carrière politique
En 1940, Evatt démissionne de son poste pour se lancer à nouveau en politique et est élu député fédéral de Sydney dans la circonscription de Barton. Quand le parti travailliste arrive au pouvoir avec John Curtin en 1941, Evatt devient ministre de la justice et ministre des Affaires étrangères.
Evatt participe aux réunions diplomatiques des alliés durant la Seconde Guerre mondiale et il joue un rôle important dans la création de l'Organisation des Nations unies. Il est président de l'organisation en 1948 et participe aux négociations qui amènent à la création de l'état d'Israël. Il participe aussi à la rédaction de la Déclaration universelle des droits de l'homme et est le premier président de la commission à l'énergie atomique australienne. Il devient vice-leader du parti après les élections de 1946.

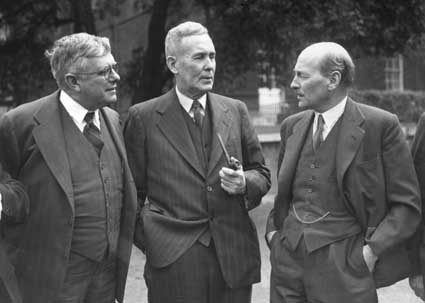
Herbert Evatt (à gauche) et Ben Chifley (au centre) avec le premier ministre britannique Clement Attlee (à droite) en 1946

En 1949, le parti travailliste est battu par le nouveau parti libéral de Robert Menzies et Evatt passe dans l'opposition. Quand Ben Chifley meurt en 1951, Evatt est élu leader du parti, sans opposition. Au début tout se passe bien et il mène à bien une campagne contre Menzies qui voulait faire modifier la Constitution pour faire interdire le Parti communiste mais beaucoup de membres de son parti n'approuvent pas Evatt dans son choix car ils connaissent la rivalité des communistes avec les travaillistes dans les syndicats et qu'ils considèrent que les communistes menacent la sécurité intérieure du pays.
Evatt est persuadé de gagner les élections fédérales de 1954 et quand il est battu à la surprise générale, il accuse l'aile catholique de son parti d'avoir saboté sa campagne. Il est aussi persuadé que Menzies s'est arrangé avec les services de sécurité australiens pour organiser la défection du diplomate soviétique Petrov pour le discréditer.
Aussi après les élections, Evatt lance une série d'attaques publiques contre ses "ennemis" du parti travailliste ce qui aboutit à un éclatement désastreux du parti, avec la création du "parti travailliste démocratique" créé par les personnes exclues du parti et par d'autres qui démissionnent en signe de protestation, parti qui se présente contre le parti travailliste aux élections suivantes. Ceci, associé à sa haine viscérale contre Menzies l'amènent à commettre de nombreuses erreurs tactiques et par deux fois, en 1955 et en 1958, le parti est sévèrement battu. Pendant la campagne électorale de 1958, il offre même sa démission pour faire revenir les travaillistes exclus du parti mais ceux-ci rejettent sa proposition.

### Retrait
En 1960, le gouvernement travailliste de Nouvelle-Galles du Sud le nomme président de la Cour suprême de l'état, une nomination qui est largement perçue comme une porte de sortie honorable de la vie politique. Il exerça sa fonction de manière assez décousue et certains parlèrent de maladie mentale non diagnostiquée[réf. nécessaire].
En 1962, il démissionne de son poste après une dépression et il meurt à Canberra en 1965.

## Décorations
- Grand-croix de la Légion d'honneur Il est élevé à la dignité de grand-croix le 26 mars 1949[1]